# Ben Alder
Pour les articles homonymes, voir Alder.
Le Ben Alder, en gaélique écossais Beinn Eallair, est une montagne du Royaume-Uni située en Écosse, dans les monts Grampians. Il culmine à 1 148 mètres d'altitude ce qui en fait un munro, un marilyn et le plus haut sommet entre le loch Ericht et le Glen Spean. Il est immédiatement entouré au nord par le Càrn Dearg, à l'est par le Beinn Bheòil au-delà du loch a' Bhealaich Bheithe, au sud-est par le loch Ericht, au sud-ouest par le Sgòr Gaibhre et à l'ouest par le Beinn a' Chumhainn. Il a donné son nom à la forêt qui s'étend au nord-est.

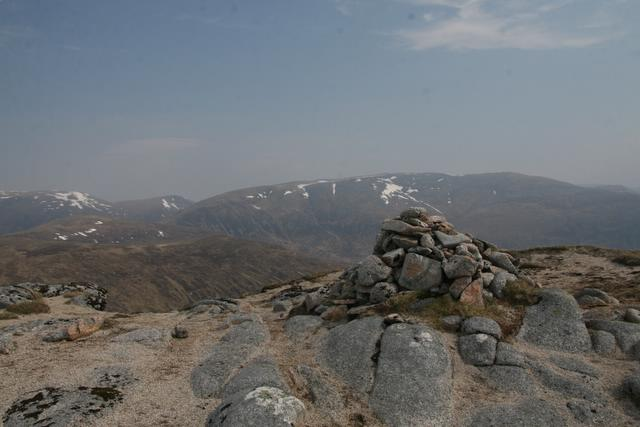
Vue du cairn au sommet du Ben Alder avec le Sgòr Gaibhre au dernier plan.